# De mulierum virtutibus
De mulierum virtutibus o Sulle virtù delle donne è un'opera di Plutarco giuntaci nei suoi Moralia .

## Struttura
Il trattato si pone come n. 126 nel Catalogo di Lampria delle opere di Plutarco. Esso comprende 27 aneddoti sul coraggio delle donne, preceduti da una prefazione all'amica Cleaː I: Le Troiane; II: Le donne di Focide; III: Le donne di Chio; IV: Le donne di Argo; V: Le donne persiane; VI: Le donne celtiche; VII: Le donne di Milo; VIII: Le donne etrusche; IX: Le donne di Licia; X: Le donne di Salmantica; XI: Le donne di Mileto; XII: Le donne di Ceo; XIII: Le donne di Focide; XIV: Valeria e Clelia; XV: Micca e Megisto; XVI: Pieria; XVII: Policrite; XVIII: Lampsace; XIX: Aretafila; XX: Camma; XXI: Stratonice; XXII: Chiomara; XXIII: Una donna di Pergamo; XXIV Timocleia; XXV: Eryxo; XXVI: Xenocrite; XXVII: La moglie di Pythes.
Com'è possibile notare anche solo dagli argomenti, il trattato è, di fatto, diviso in due parti, di cui la prima riguardante gruppi di donne divise per città, mentre la seconda sezione concerne il valore di singole donne.

## Analisi critica
Questa selezione ben scelta di Plutarco di storie sul coraggio delle donne venne composta per la sua amica Clea, che aveva tenuto alte cariche tra le sacerdotesse a Delfi, e alla quale l'autore aveva dedicato anche il suo trattato Su Iside e Osiride. Egli, comunque, parla di quest'opera come un supplemento ad una conversazione sulla parità dei sessi che aveva avuto con Clea in occasione della morte di Leontis, di venerata memoria, suggerita senza dubbio dal carattere nobile della defunta. Non è escluso che alcuni degli argomenti trattati in quella conversazione fossero inclusi anche qui, in modo da rendere il libro un tutto completo e finito.
Polieno trasse liberamente argomenti da questo libro per abbellire i suoi Strategemata.